# Suché Vrbné
Suché Vrbné je městskou čtvrtí na východním okraji Českých Budějovic, v katastrálním území a městské části České Budějovice 5. Čtvrť byla známa pod dřívějšími názvy Suché Vrbny, Německé Vrbné, Dürnfellern (Dirnfellern). Do roku 1850 bylo městskou vsí. Suchým Vrbným protéká Dobrovodský potok.
Suché Vrbné je především obytnou čtvrtí, jejímž přirozeným středem je urbanisticky nedořešené Suchovrbenské náměstí, na jehož severozápadní straně se nacházela původní stavení staré vesnice. V prostoru náměstí je nyní točna trolejbusů městské hromadné dopravy, ve východní části náměstí bylo v 70. letech 20. století vybudováno nákupní středisko. Obytnou zástavbu v Suchém Vrbném tvoří z velké většiny rodinné domy, především řadové, z menší části pak činžovní a panelové domy.[zdroj?]
V průmyslovém obvodu v severní části čtvrti mají své sídlo a výrobní prostory Českobudějovické pekárny Pekast (od roku 2008 Penam), dále jsou zde především sklady, z části též administrativní budovy některých firem.[zdroj?]

## Historie
První písemná zmínka o vsi pochází z roku 1380, kdy je uváděna jako poddanská ves s pěti usedlostmi. Název Vrbné dostala podle zdejšího typického porostu, původní pojmenování Německé Vrbné vzniklo podle převažujícího jazyka obyvatel, důvodem bylo ale zejména odlišení od Českého Vrbného. Mladší je název Suché Vrbné, který pochází od pojmenování Suchý Dvůr, patřící nedalekému šosovnímu dvoru. Poprvé je tento název uváděn v roce 1490, německy jako Dürnfellern v roce 1654.
Vesnice sestávala stále jen z pěti selských usedlostí ještě na počátku 18. století. V roce 1789 uváděno 16 domů, v roce 1843 pak pouze 12. Od roku 1850 byla ves součástí obce Mladé jako osada Suché Vrbny. V roce 1903 se stala samostatnou obcí. Od poloviny 19. století zde začala prudce růst výstavba a s ní i počet obyvatel. Roku 1900 vykázalo Suché Vrbné 1215 obyvatel, roku 1930 pak 4354 obyvatel, roku 1947 po odsunu německého obyvatelstva 3428 obyvatel. V roce 1952 bylo přičleněno k městu České Budějovice jako osada, od roku 1970 je část Suchého Vrbného základní sídelní jednotkou (ZSJ) části obce České Budějovice 5. Počet obyvatel ZSJ Suché Vrbné od roku 1991 klesá: v roce 1991 měla 4008 obyvatel, při sčítání lidu v roce 2001 vykázala ZSJ Suché Vrbné 3685 obyvatel v 666 domech, v roce 2011 podle trvalého bydliště 3343 a podle obvyklého pobytu jen 3286 obyvatel. Naopak s výstavbou nových domů v lokalitách Na Jelením vršku a V Hluboké cestě roste počet obyvatel v sousedních ZSJ, které společně vytvářejí souvislou zástavbu. Nárůst počtu obyvatel je především v ZSJ U Dobrovodského potoka (2 obyvatelé v roce 1991, 505 obyvatel v roce 2011) a v ZSJ U Vrbného (87 obyvatel v roce 2001, 255 obyvatel v roce 2011). V ZSJ Pětidomí se počet obyvatel vyvíjel následovně – v roce 1991 vykázala 2846 obyvatel, roku 2001 2765 obyvatel a roku 2011 podle trvalého bydliště 2655 obyvatel, podle obvyklého pobytu 2829 obyvatel. Domovní zástavba v minulosti postupně spojila Suché Vrbné s osadami Pětidomí (ze západu) a nově vzniklou Novou Pohůrkou na východě, která v současnosti víceméně dále navazuje na ves Starou Pohůrku, která již nenáleží k městu České Budějovice.
U současné Dobrovodské silnice stávala dříve kovárna, kterou dodnes připomíná místní označení U Kovárny, dále na východ pak známá zvonařská dílna (do r. 1945) a dvě cihelny, nyní již zaniklé. Zatopením jam vzniklých zde těžbou hlíny vznikl současný rybník v místě označovaném jako Na Hlíně (nebo Hliník).

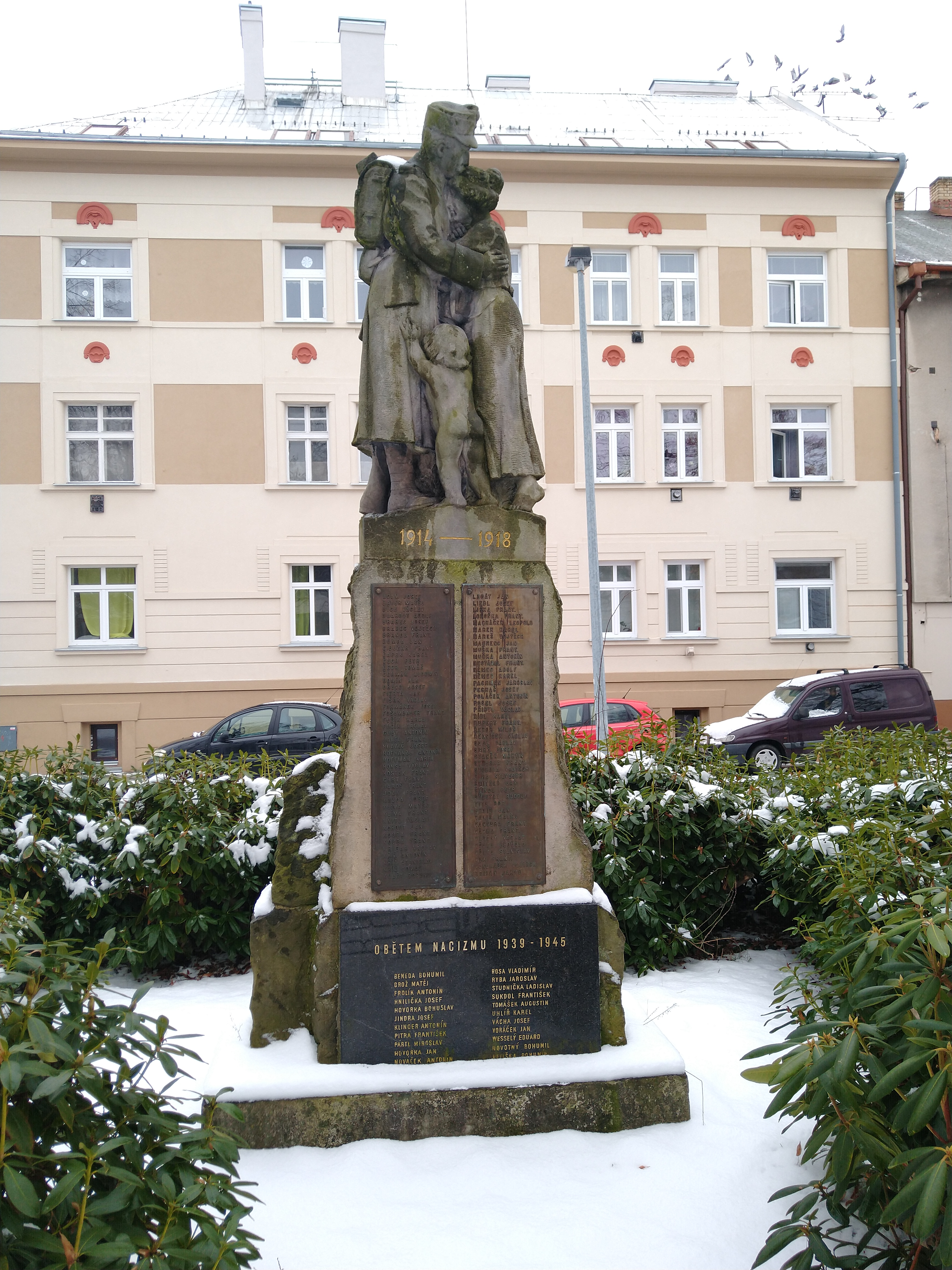
Pomník padlých

V první světové válce padlo 85 zdejších mužů. Jejich jména jsou uvedena na pomníku padlých, který je umístěn v Ledenické ulici, nedaleko Suchovrbenského náměstí; je zde uložena zem z bojišť československých legií, a to ze Zborova, Terronu a Doss Allta. V dolní části pomníku jsou uvedena jména 22 obětí nacismu.

## Významné osobnosti
Josef Ludvík (21.10.1912 - 8.7.1952), Agent chodec popravený v roce 1952

## Významné objekty

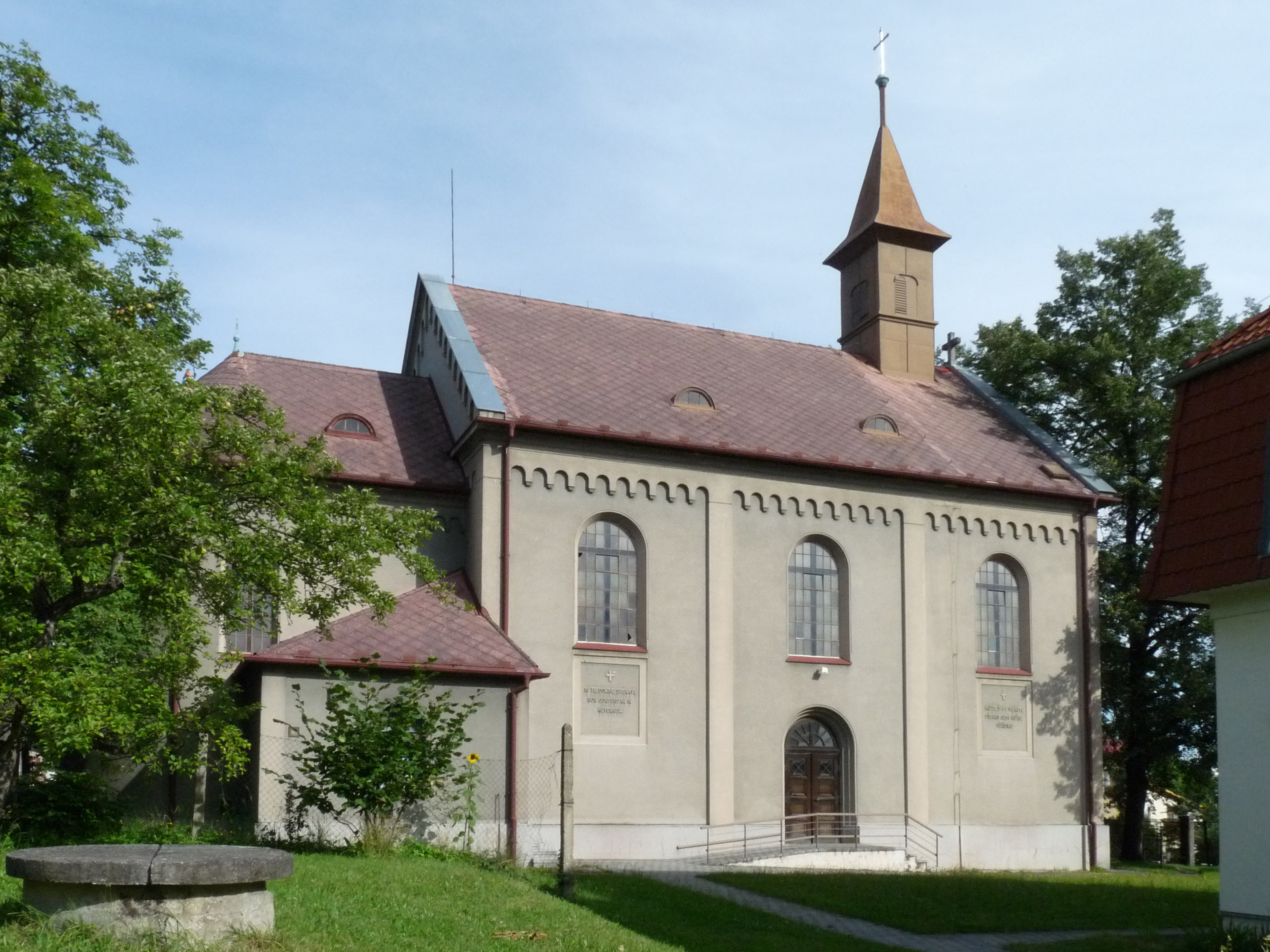
Kostel sv. Cyrila a Metoděje v Puchmajerově ul.

Ve třicátých letech 20. století byl v Suchém Vrbném vystavěn římskokatolický kostel sv. Cyrila a Metoděje s klášterem těšitelů. Modlitebna Církve československé husitské byla postavena začátkem padesátých let.

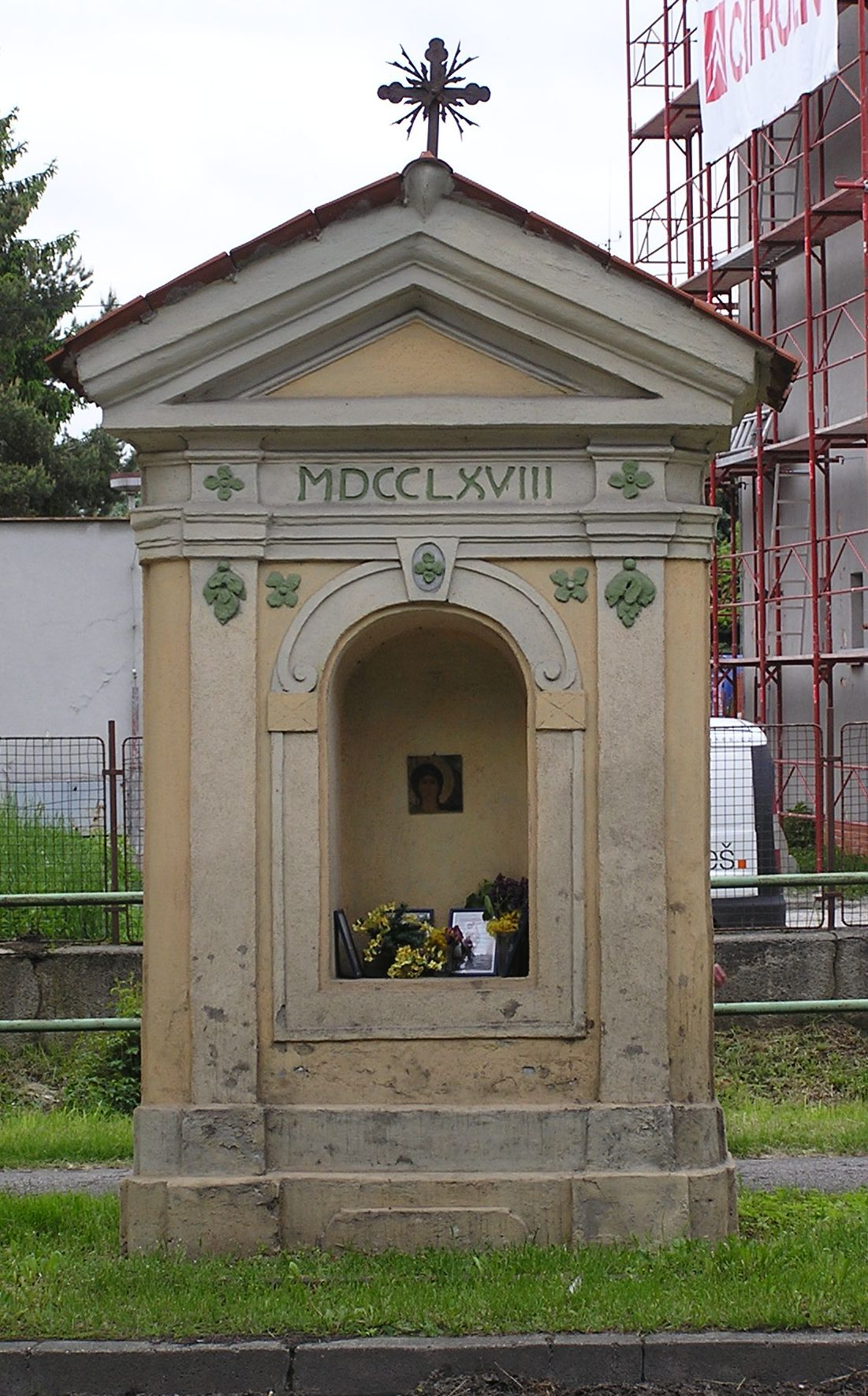
Kaplička na Dobrovodské

## Sakrální památky
- Kostel sv. Cyrila a Metoděje s bývalým klášterem těšitelů (dnes kněžský domov a fara) – z roku 1935.
- Návesní kaple – zbořena r. 1955.
- Kapličky křížové cesty z 18. stol. vedoucí na Dobrou Vodu – zachována jediná při Dobrovodské silnici. Kulturní památka.
- Kaple sv. Gorazda v kněžském domově – z roku 2004.
- Kamenný kříž u kostela – z roku 1876.
- Výklenková kaplička u silnice k Pohůrce.
- Husitský kostel Ježíše, knížete míru